# Comuna Cut, Alba
Cut (în maghiară Kútfalva, în germană Kokt, Brunnendorf, Kutta) este o comună în județul Alba, Transilvania, România, formată numai din satul de reședință cu același nume. Cut a redevenit comună în 26 iunie 2004, înainte de această dată unicul ei sat aparținând comunei Câlnic.

## Demografie
Componența etnică a comunei Cut
     Români (92,13%)
     Alte etnii (0,57%)
     Necunoscută (7,31%)
Componența confesională a comunei Cut
     Ortodocși (89,94%)
     Alte religii (2,56%)
     Necunoscută (7,5%)
Conform recensământului efectuat în 2021, populația comunei Cut se ridică la 1.054 de locuitori, în scădere față de recensământul anterior din 2011, când fuseseră înregistrați 1.075 de locuitori. Majoritatea locuitorilor sunt români (92,13%), iar pentru 7,31% nu se cunoaște apartenența etnică. Din punct de vedere confesional, majoritatea locuitorilor sunt ortodocși (89,94%), iar pentru 7,5% nu se cunoaște apartenența confesională.

## Politică și administrație
Comuna Cut este administrată de un primar și un consiliu local compus din 9 consilieri. Primarul, Sorin-Gheorghe Bâscă[*], de la Partidul Național Liberal, este în funcție din 2016. Începând cu alegerile locale din 2024, consiliul local are următoarea componență pe partide politice:
|  | Partid                    | Consilieri | Componența Consiliului | Componența Consiliului | Componența Consiliului | Componența Consiliului | Componența Consiliului |
|  | ------------------------- | ---------- | ---------------------- | ---------------------- | ---------------------- | ---------------------- | ---------------------- |
|  | Partidul Național Liberal | 5          |                        |                        |                        |                        |                        |
|  | Partidul Social Democrat  | 3          |                        |                        |                        |                        |                        |
|  | Partidul S.O.S. România   | 1          |                        |                        |                        |                        |                        |

## Atracții turistice
- Monumentul Eroilor din satul Cut
- Castelul "Bethlen", construit în anul 1758